# Moda nos Estados Unidos
Estados Unidos é um dos países líderes na indústria têxtil e da moda, ao lado de países como França, Itália, Reino Unido, Alemanha e Japão. Deixando de lado o traje formal usado no local de trabalho, a moda americana é eclética e principalmente informal. Enquanto as raízes culturais americanas se refletem em suas roupas, especialmente aquelas relacionadas aos imigrantes, chapéus de cowboy, botas de cowboy e jaquetas de couro para motociclistas são peças emblemáticas do estilo americano.
Nova York e Los Angeles são os principais centros da indústria da moda nos Estados Unidos da América. São consideradas as principais capitais da moda. A cidade de Nova York é considerada uma das "Quatro Grandes" capitais mundiais da moda, junto com Paris, Milão e Londres.

## História
Com o passar dos anos, as regras da moda mudaram. Os Estados Unidos da América sempre seguiram, e em alguns casos lideraram, tendências na história da moda ocidental. Este apresenta alguns estilos regionais únicos, como a moda western.
Os jeans foram popularizados como roupas de trabalho na década de 1850 em San Francisco por Levi Strauss, um empresário americano de origem alemã, e foram adotados por muitos adolescentes americanos um século depois. Agora, eles são amplamente utilizados em todos os continentes por pessoas de todas as idades e classes sociais. Junto com a comercialização massiva de roupas casuais em geral, os jeans são talvez a primeira contribuição americana para a moda global

## Indústria da moda
Os Estados Unidos da América também abrigam grandes marcas de estilistas, como Ralph Lauren, Calvin Klein, Tommy Hilfiger e Victoria's Secret. Marcas como Abercrombie & Fitch e Eckō estão focadas em vários nichos de mercado. A camiseta ou "T-shirt" é usada nos Estados Unidos por muitas pessoas, isso pode ser suave e branco ou cores e logotipos da empresa e às vezes até com mensagens engraçadas. Pode-se dizer que as camisas pólo são o tipo de vestimenta mais usado nos Estados Unidos. Uma nova tendência nos Estados Unidos é o vestuário sustentável, o que levou à criação de diferentes tipos de camisas de algodãoorgânico, produzido por marcas como BeGood Clothing e American Apparel.

## Variação regional e cultural
Os padrões de vestuário nos Estados Unidos são consistentes com os de outras nações ocidentais pós-industriais e se tornaram um estilo casual desde meados do século XX. O vestuário nos Estados Unidos também depende de uma ampla variedade de fatores, como: localização e origem da produção; e fatores demográficos, como etnia. O jeans é uma tendência consistente em todas as classes sociais.
Os estados ocidentais geralmente diferem por serem mais informais em suas roupas, em comparação com estados próximos à costa leste. O consumismo conspícuo levou a um aumento da preferência por marcas de estilistas entre as classes média e alta.
A tolerância a formas de expressão corporal que se desviam do mainstream, como tatuagens de corpo inteiro ou nudez, estão fortemente ligadas à subcultura e origem do indivíduo. Geralmente, os Estados Unidos tendem a ser menos tolerantes com a nudez em comparação com a Europa Ocidental e ainda mais tolerantes com áreas como a Califórnia. A tolerância ao cross-dress e ao piercing varia muito de local para local e por subcultura, pois enquanto em um lugar pode ser totalmente apropriado, em outro pode ser visto como um tabu.